# Seznam mest v Alžiriji
Seznam mest v Alžiriji vključuje vsa mesta (po prebivalstvu) z več kot 20.000 prebivalci.

### A
- Adrar (42 700 )
- Aflou (48 000 )
- Aïn Azel (30 200 )
- Aïn Beïda (26 900 )
- Aïn Benian (50 800 )
- Aïn Bessem (28 400 )
- Aïn Defla (41 200 )
- Aïn D'Heb (26 227 )
- Aïn El Beïda (110 560 )
- Aïn El Hadjel (24 300 )
- Aïn El Kebira (20 200 )
- Aïn El Melh (21 800 )
- Aïn Fakroun (40 700 )
- Aïn Kercha (25 600 )
- Aïn Oulmene (39 000 )
- Aïn Oussara (82 435 )
- Aïn M'lila (50 700 )
- Aïn-Sefra (33 600 )
- Aïn Smara (35 600 )
- Ain Taya (22 900 )
- Aïn Témouchent (90 832 )
- Aïn Touta (44 900 )
- Aïn Turk (25 900 )
- Akbou (70 800 )
- Alžir (3 519 570 )
- Ammi Moussa (24 800 )
- Annaba (348 554 )
- Arzew (43 327 )
- Azazga (22 100 )
- Azzaba (29 300 )

### B
- Bab Ezzouar (92 200 )
- Baraki (86 233 )
- Barika (114 547 )
- Batna (242 514 )
- Béchar (131 010 )
- Béjaïa (147 076 )
- Beni Saf (25 200 )
- Berrouaghia (51 800 )
- Bir el-Ater (52 738 )
- Bir El Djir (68 300 )
- Birkhadem (54 121 )
- Biskra (170 956 )
- Blida (226 512 )
- Bordj-Badji-Mokhtar
- Bordj Bou Arreridj (128 535 )
- Bordj El Bahri (27 900 )
- Bordj El Kiffan (98 135 )
- Bordj Menaiel (35 600 )
- Boufarik (48 800 )
- Bouira (52 500 )
- Bou Ismaïl (27 000 )
- Boumerdès (28 500 )
- Boudouaou (42 500 )
- Bougara (34 100 )
- Bou Saâda (121 301 )

### C
- Chelghoum Laid (43 000 )
- Cheraga (31 500 )
- Cherchell (24 400 )
- Cheria (53 751 )
- Chlef (179 768 )
- Collo (27 800 )
- Constantine (462 187 )

### D
- Dar El Beïda (28 800 )
- Didouche Mourad (28 300 )
- Djelfa (154 265 )
- Draa Ben Khedda (26 200 )

### E
- El Affroun (31 000 )
- El Arrouch (28 100 )
- El Attaf [27 100 )
- El Bayadh (59 755 )
- El Bouni (30 100 )
- El Eulma (105 130 )
- El Golea (28 500 )
- El Hadjar (23 700 )
- El Harrach (48 200 )
- El Kala (21 300 )
- El-Khroub (65 344 )
- El Meghaïer (31 500 )
- El Milia (39 200 )
- El Oued (104 801 )
- Es Sénia (29 800 )

### F
- Frenda (50 684 )
- Fillaoucene (20 000 )

### G
- Ghardaïa (110 724 )
- Ghazaouet (27 800 )
- Grarem Gouga (21 900 )
- Guelma (108 734 )
- Guerara (47 700 )

### H
- Hadjout (31 300 )
- Hamma Bouziane (36 400 )
- Hammam Bouhadjar (22 500 )
- Hassi Bahbah (60 238 )
- Hassi Messaoud (37 500 )

### J
- Jijel (106 003 )

### K
- Khadra
- Khemis El-Khechna (32 000 )
- Khemis Meliana (68 696 )
- Khenchla (106 082 )
- Kolea (39 800 )
- Ksar Chellal (43 452 )
- Ksar El Boukhari (61 687 )

### L
- Laghouat (96 342 )
- Lakhdaria (37 800 )
- Larba (44 300 )

### M
- Mahdia (31 513 )
- Mansourah (34 700 )
- Mascara (80 797 )
- Maghnia (43 274 )
- Mecheria (51 804 )
- Meftah (32 000 )
- Messaad (75 533 )
- Medea (123 535 )
- Mila (54 832 )
- Miliana (39 000 )
- El Mohammadia (51 585 )
- Mostaganem (124 399 )
- Mouzaïa (24 100 )
- M'Sila (99 855 )

### N
- Nedroma (20 800 )
- Nezla (38 600 )
- N'Gaous (25 700 )

### O
- Oran (692 516 )
- Ouargla (129 402 )
- Oued Rhiou (42 600 )
- Oued Zenati (22 500 )
- Ouenza (60 000 )
- Ouled Djellal (41 700 )
- Ouled Yaïch (55 700 )
- Oum El Bouaghi (47 800 )
- Ouled-Moussa (30 000)

### R
- Reghaïa (36 400 )
- Relizane (104 285 )
- Remchi (25 900 )
- Ras El Oued (34 100 )
- Rouiba (43 700 )
- Rouissat (34 300 )

### S
- Saïda (110 865 )
- Sédrata (39 100 )
- Sétif (211 859 )
- Sidi Aïssa (52 795 )
- Sidi Bel Abbès (180 260 )
- Sidi Khaled (31 600 )
- Sidi Moussa (21 900 )
- Sidi Okba (22 600 )
- Sig (54 113 )
- Skikda (152 335 )
- Sougueur (56 733 )
- Souk-Ahras (115 882 )
- Sour El-Ghozlane (35 500 )

### T
- Tadjenanet (30 200 )
- Taher (51 053 )
- Takhemaret (34 000 )
- Tamanrasset (54 469 )
- Tebesbest (29 800 )
- Tebessa (153 246 )
- Telagh (20 600 )
- Ténès (28 200 )
- Theniet El Had (25 900 )
- Tiaret (166 389 )
- Tindouf (25 000 )
- Tissemsilt (51 673 )
- Tizi Ouzou (77 475 )
- Tlemcen (155 162 )
- Tolga (39 800 )
- Touggourt (32 800 )

### Z
- Zighout Youcef (25 100 )